# Église Saint-Pierre de Gaillac
Pour les articles homonymes, voir Église Saint-Pierre.
L'église Saint-Pierre de Gaillac est une église catholique située à Gaillac, dans le département du Tarn, en France. Dédiée à saint Pierre, c'est un édifice en brique, datant du Xe siècle mais remanié à de multiples reprises que l'on peut aujourd'hui apercevoir au centre-ville de la cité.

## Historique
L'église Saint-Pierre existe déjà en 972 lorsque l'évêque d'Albi, Frotaire, en fait don à la nouvelle abbaye Saint-Michel de Gaillac. La bâtisse a sûrement été élevée très récemment au moment de cette transaction, dans une architecture romane typique de l'époque. Elle revient ensuite assez vite sous la dépendance des évêques d'Albi, et en 1172, sous Guillaume IV de Pierre, elle est de nouveau cédée, avec le consentement du chapitre de Saint-Cécile, à l'hôpital Saint-Pierre et Saint-André de Gaillac, qui prend alors le titre de commanderie séculière. En 1185, l'évêque Guillaume V de Pierre fait don au commandeur de l'hôpital, un certain Hugues de Candastre, les églises de Senouillac, de Boissel et de Candastre, ces deux derniers lieux étant des hameaux dépendant aujourd'hui de Gaillac. De nouveau en 1195, Guillaume V de Pierre offre au commandeur, Martin de Saint-Garret, l'église Saint-Pierre de Vors et celle Saint-Jérôme du Tescou. Les habitants de Gaillac assurant la dotation de l'hôpital, les consuls reçoivent le patronat de l'hôpital lorsque la ville est élevée en consulat. Les consuls concouraient ainsi à la nomination du commandeur de l'hôpital.
L'église Saint-Pierre est en grande partie reconstruite en 1271, dans un style gothique, tout en conservant quelques éléments romans. Ces travaux se terminent au XIVe siècle, vers 1330, avec la réalisation de la nef, et la mise en place d'un portail occidental. Durant les guerres de Religion, en l'an 1562, les protestants de Gaillac s'emparent de l'église Saint-Pierre et ils y établissent leurs propres prêches. Néanmoins, a contrario de nombreuses villes du département, les huguenots ne parviennent à prendre le contrôle de la cité, et sont finalement massacrés par les catholiques. De nouveau, en 1568, les troupes protestantes réussissent à reprendre Gaillac, où ils demeurent jusqu'en 1570. Au cours de cette occupation, ils ruinent les principaux monuments religieux catholiques de la ville. Pillée et en partie détruite, l'église Saint-Pierre est immédiatement relevée, dès la fin de cette période.
Une voûte s'écroule en 1701, possible preuve d'un manque d'entretien de l'édifice, qui est alors restauré, et se voit doté d'un chœur d'architecture néo-romane. La bâtisse est ensuite largement dégradée au cours de la Révolution française, mais elle est de nouveau réparée au XIXe siècle, date à laquelle le décor-peint encore existant est ajouté.
Durant le XXe siècle, son état devient si préoccupant qu'elle doit être fermée dans les années 1970, et nécessite de lourdes restaurations. Après d’importantes réparations, elle est rouverte et le culte est de nouveau célébré à partir de 1987. L'église Saint-Pierre de Gaillac est classée au titre des monuments historiques par arrêté du 26 décembre 1985. Plusieurs objets sont référencés dans la base Palissy (voir les notices liées).

## Architecture

### Organisation générale
L'église Saint-Pierre est une bâtisse à nef unique, qui possède quatre travées. Ces dernières prennent base sur le sanctuaire originel, de style roman, qui a été modifié au cours du XVIIIe siècle. On trouve aussi différentes chapelles secondaires, installées dans de puissants contreforts. Malgré la dominance de l'architecture gothique méridionale, on peut apercevoir de multiples indications de l'origine romane, à travers les ouvertures en plein-cintre, ou différentes sculptures typiques, par exemple sur plusieurs chapiteaux. Là où la quasi-totalité de l'édifice est en brique, le portail occidental du XIVe siècle se démarque par sa construction en pierre.

Le clocher polygonal, à l'angle Sud, conserve cinq cloches, dont la plus grosse date de 1499 et vient de l’abbaye de Candeil.

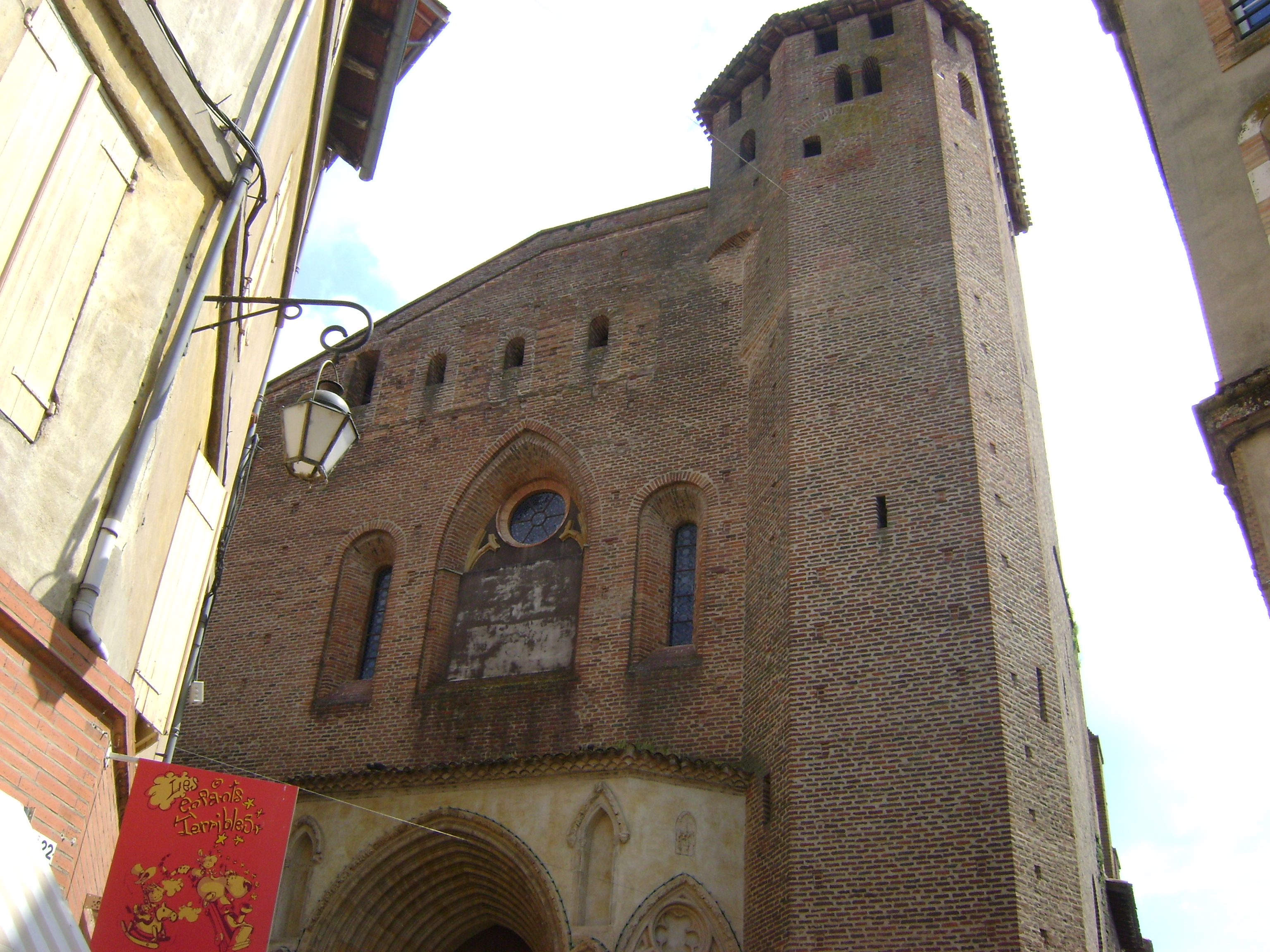
La façade principale de l'église Saint-Pierre.
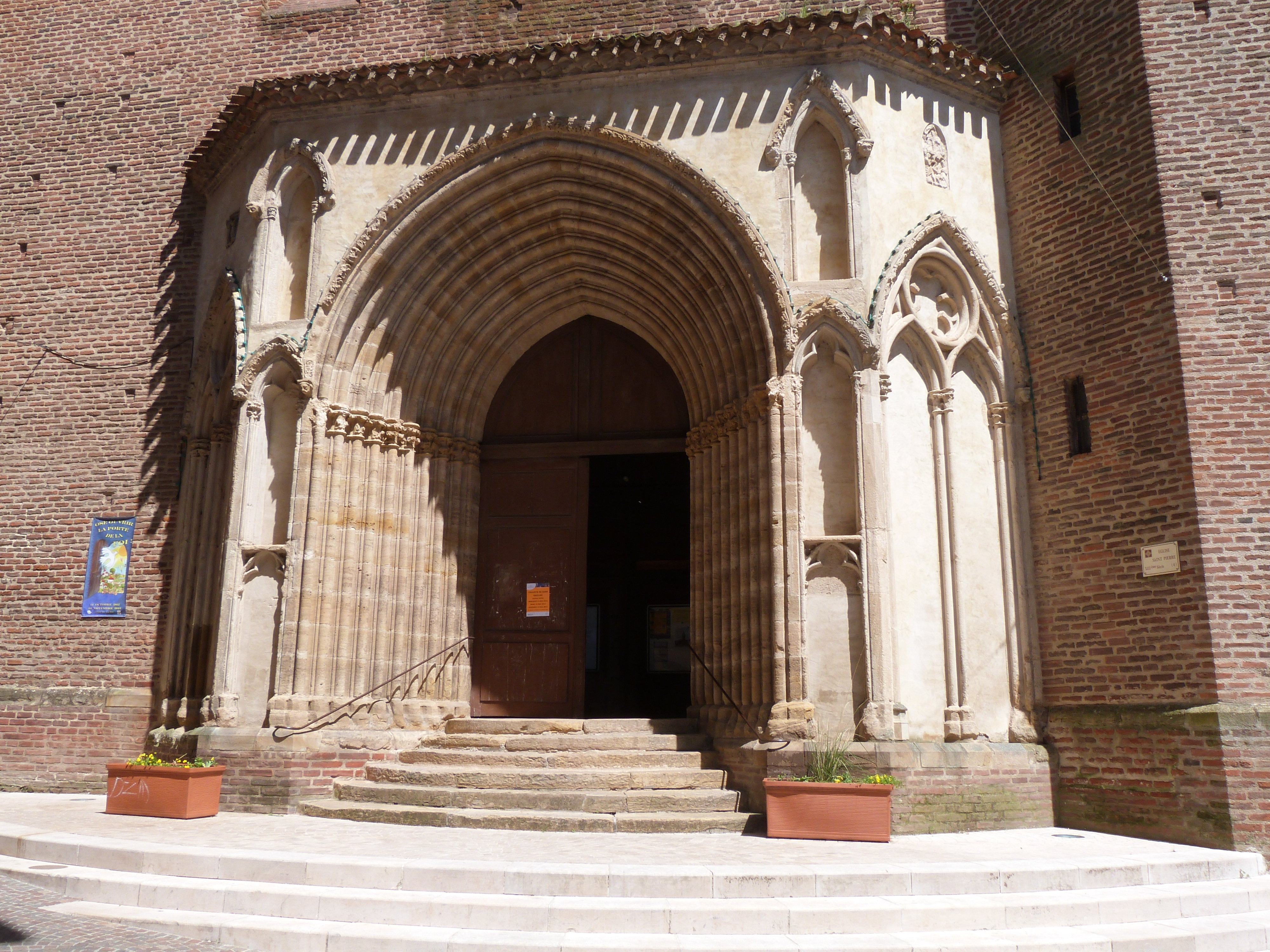
Le grandiose portail occidental, symbole de la reconstruction du XIVe siècle.
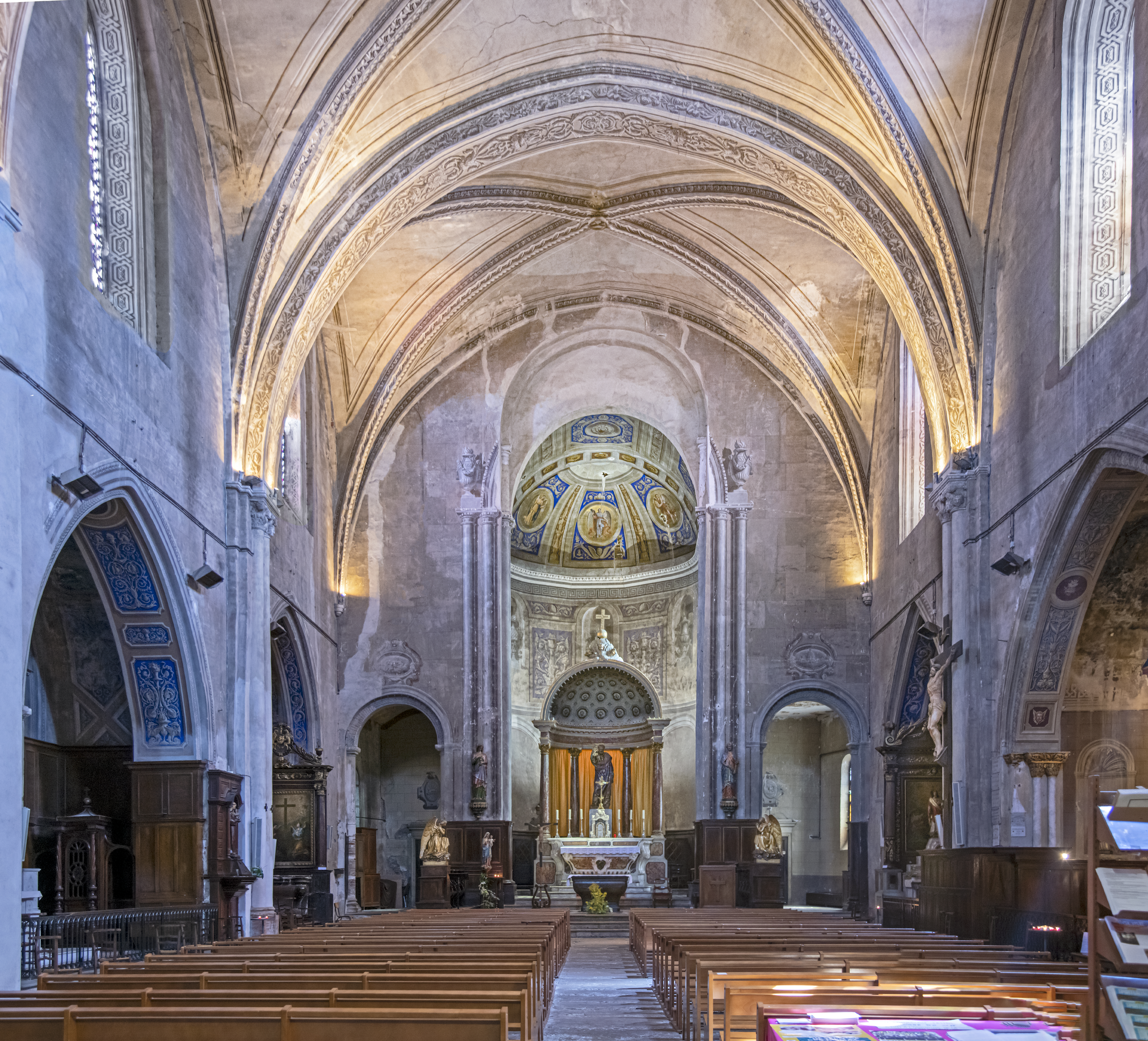
Vue de la nef
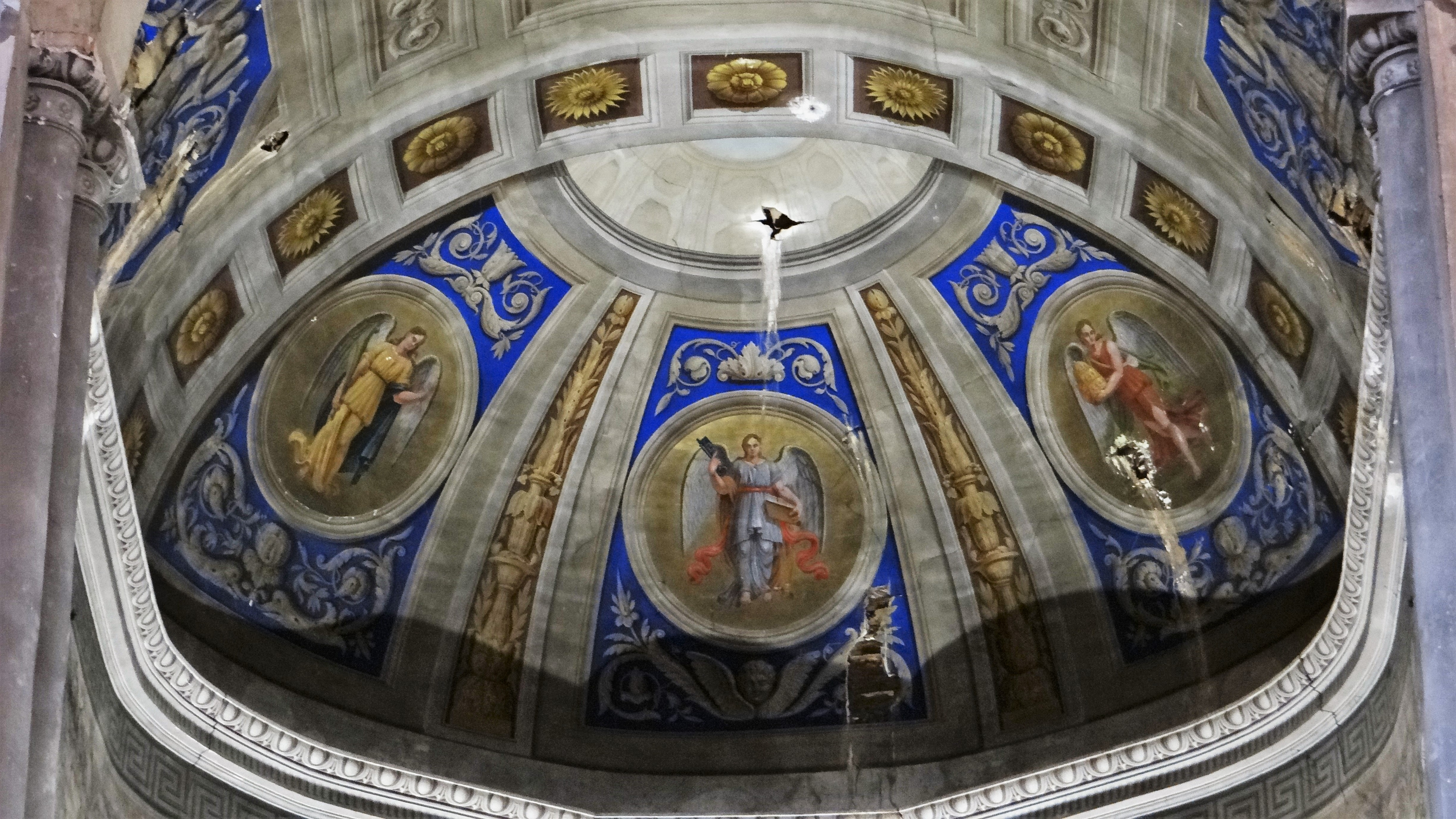
Détail - riche décor

### Éléments remarquables
- Le retable de la deuxième chapelle sud dit  « Retable de St-Pierre » : il se compose de trois compartiments délimités par deux panneaux en guise de pilastres, ornés de nombreux motifs, et par deux colonnes torses pamprées aux extrémités. Au centre, on trouve une niche rectangulaire avec une statue de la Vierge à l’Enfant. Dans les compartiments latéraux, sont présentes deux toiles signées et datées « Marini 1811 » : La sainte famille  et  Miracle du tablier de sainte Germaine de Pibrac.

- L'orgue Maucourt : l'instrument est construit au XVIIe siècle par un facteur d'orgue dont le nom n'est pas connu. Il est ensuite refait au XVIIIe siècle, restauration dont il ne subsiste aujourd'hui que quelques éléments du buffet, de la mécanique, du sommier et de la tuyauterie. Il est ensuite reconstruit en 1823 par le facteur Clavel d'Albi. Il comporte alors trois claviers. L'orgue est complètement remanié dans un buffet partiellement refait dans le goût de l'époque en 1862 par le facteur Thiébaut Maucourt. Il est de nouveau restauré par la maison Puget, dirigée par Maurice Puget (1894-1960), avec la pose d'un ventilateur électrique, l'agrandissement du pédalier, l'augmentation du récit et modification de la composition. Une nouvelle restauration, terminée en juin 1993, a été confiée aux facteurs Laval-Thivolle et Pierre Chéron. L'orgue a été inauguré par Philippe Lefebvre[3].

- La châsse de sainte Émilie de Vialar, religieuse française et sainte, fondatrice des sœurs de Saint-Joseph-de-l'Apparition, née à Gaillac. Ses reliques ont été offertes par le couvent des sœurs de Saint-Joseph-de-l'Apparition de Marseille[4].
- Un tableau Les anges adorant la Croix par Jean-Baptiste Despax.

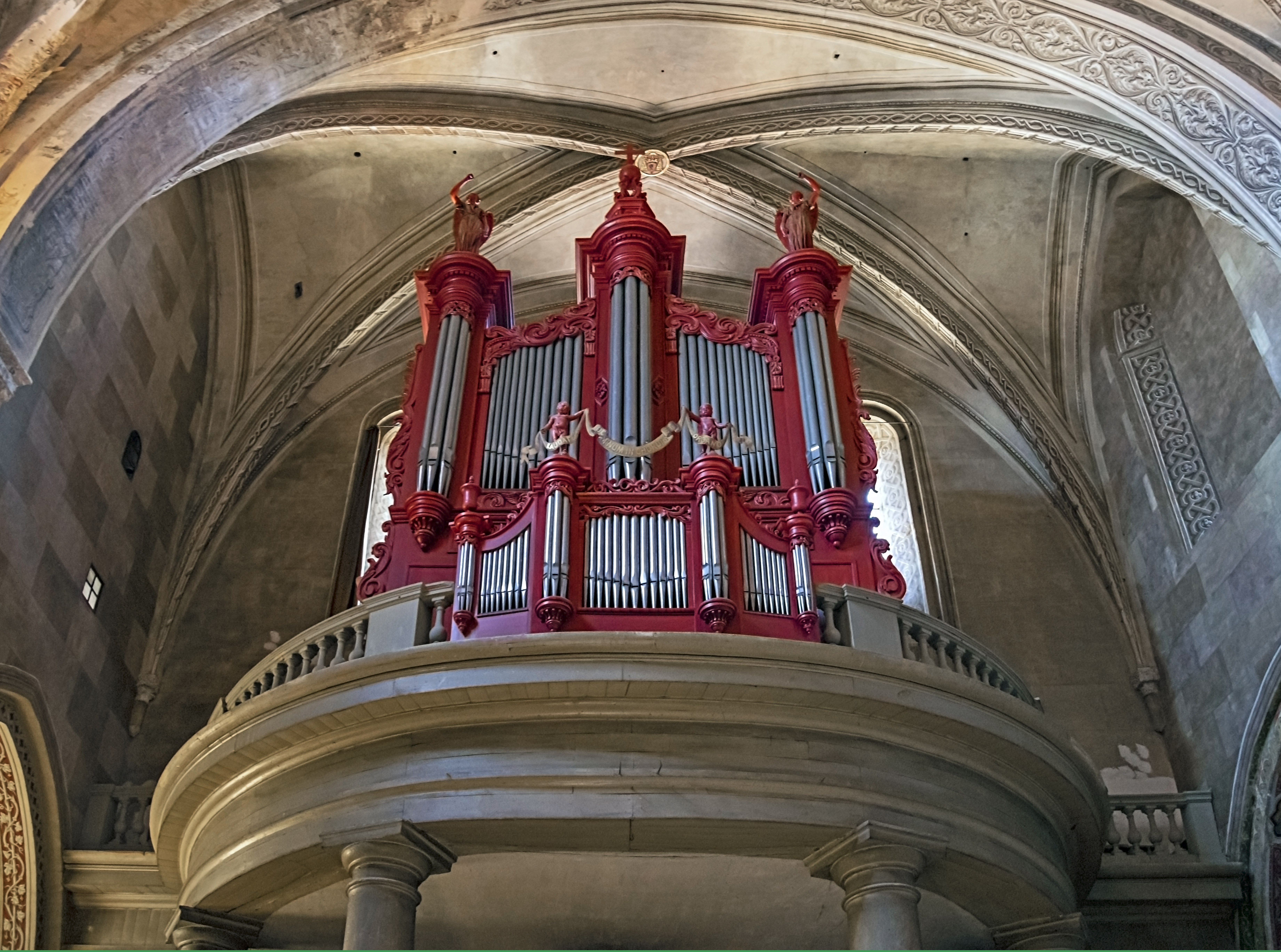
L'orgue Maucourt
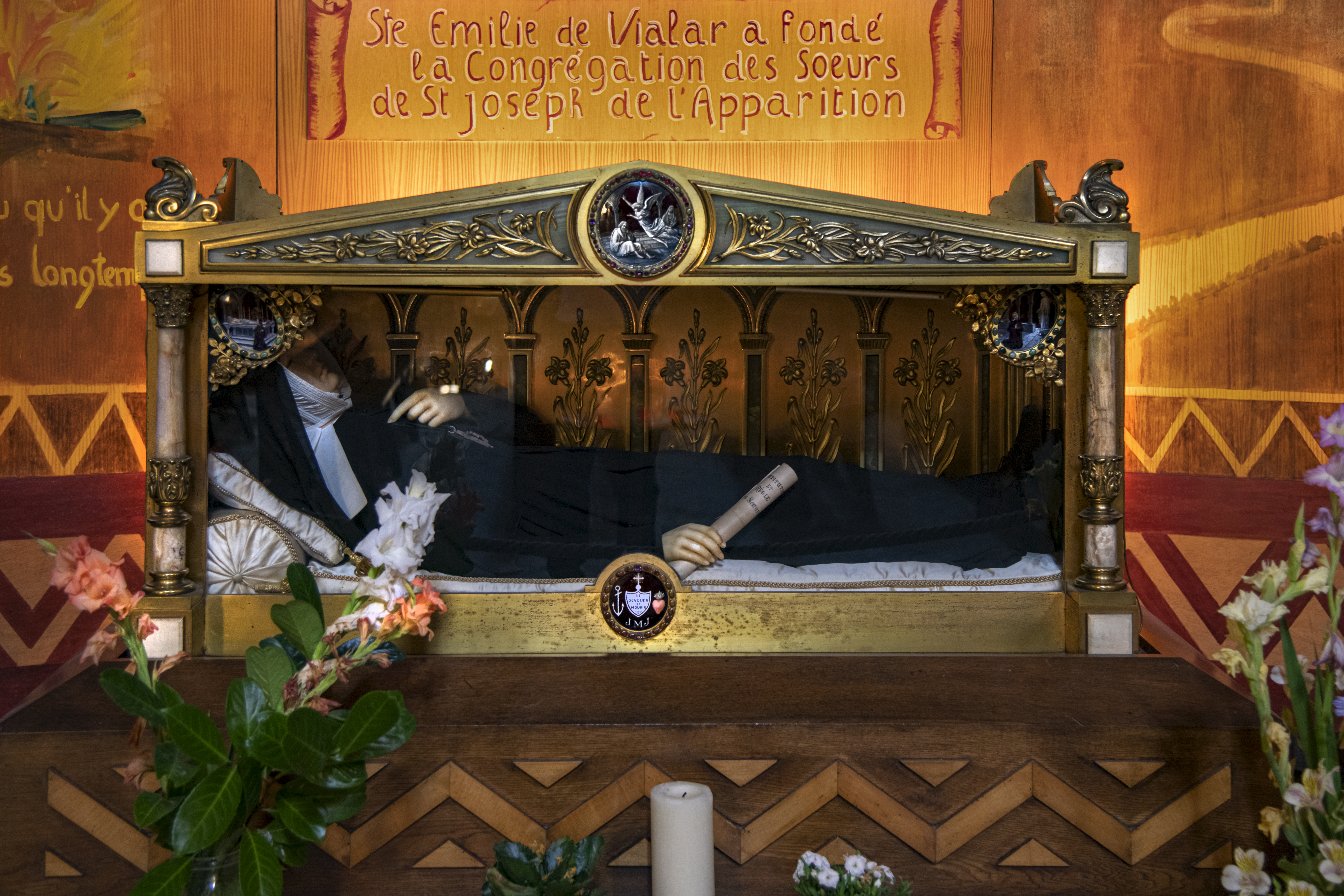
La châsse de sainte Émilie de Vialar
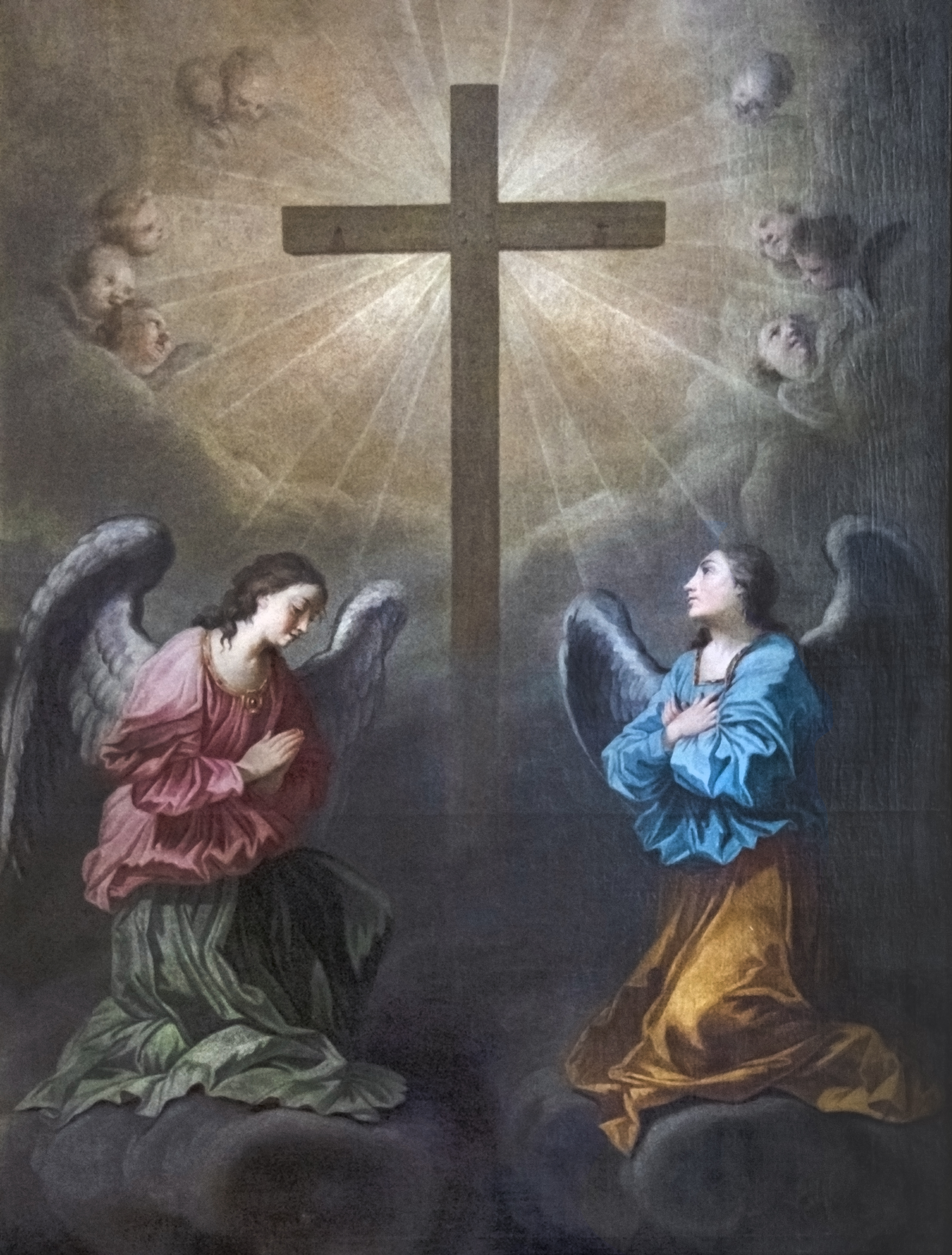
Les anges adorant la Croix par Jean-Baptiste Despax
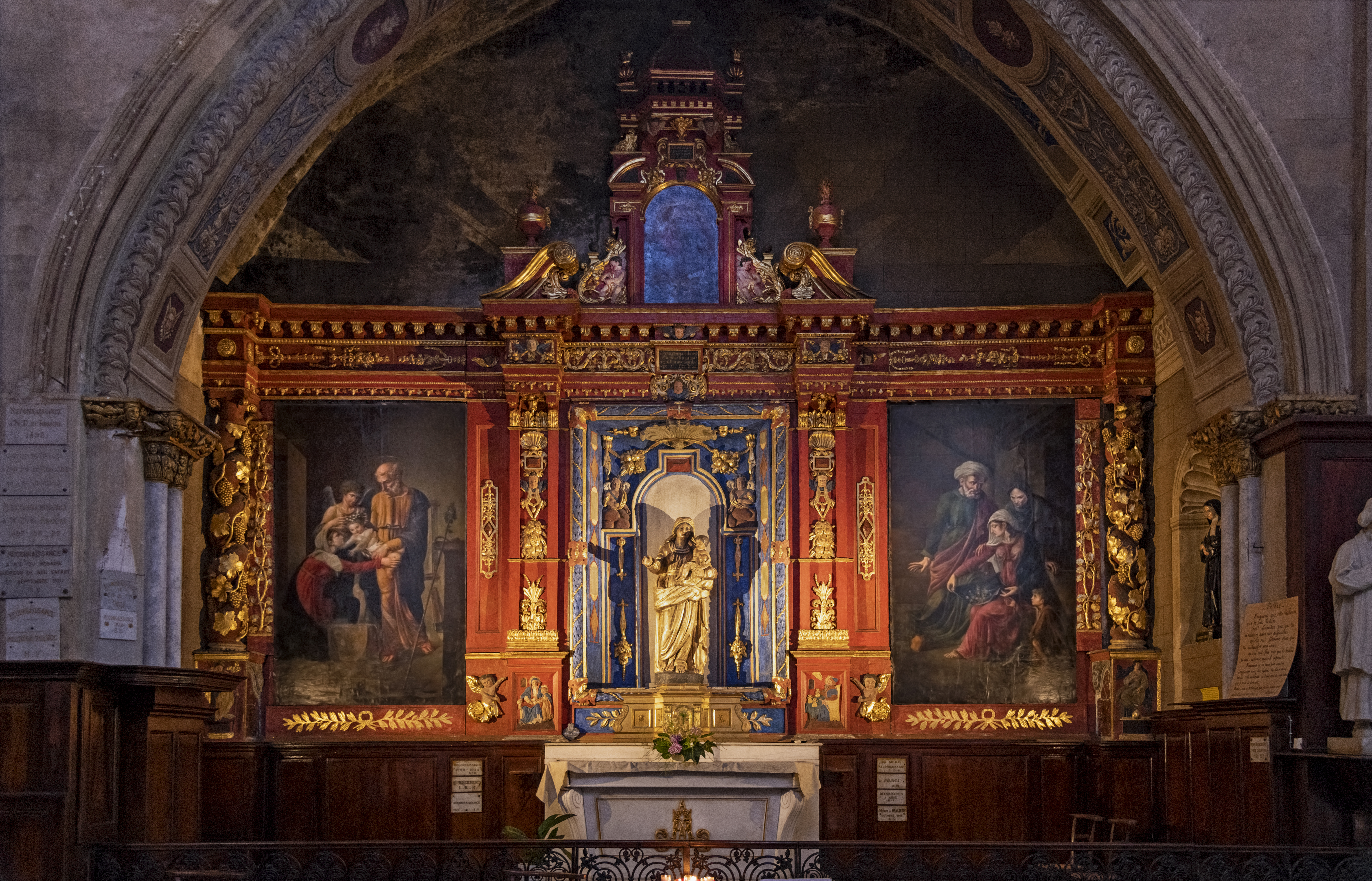
Retable de saint Pierre